# Torrente Vezzola
El Vezzola es un torrente de la región italiana de Abruzos que fluye por la provincia de Teramo. Antiguamente era conocido como Albulate o Albulata, toda vez que Plinio el Viejo lo llamaba así en sus escritos.
Su nacimiento se encuentra sobre una cota de 1064 metros, a las faldas del Colle Buonanotte, dentro del término municipal de Rocca Santa Maria. Tiene su origen en la unión de tres fuentes, de las cuales la más importante es llamada Fonte Grande. Pocos kilómetros más abajo recibe las aguas del Valle, un pequeño afluente que procede del Monte della Farina. Más adelante se unen a su corriente los arroyos del Rimaiano y del Fosso Grande, este último ya en las cercanías de Teramo. 
Tras 19 kilómetros desde su nacimiento, el Vezzola recorre la margen izquierda del casco antiguo de Teramo donde se une al río Tordino como el principal de sus afluentes. Ambos se unen a los pies de la ciudad, que en la Antigüedad recibió por ello el nombre de Interamnia, término latino para la expresión entre dos ríos.